# Иланит
Хана Дрезнер Цах (хебр. חנה דרזנר, романизовано Hanna Dresner-Tzakh; Тел Авив, 17. септембар 1947), познатија под псеудонимом Иланит (хебр. אילנית) израелска је певачица која је на врхунцу славе била у периоду с краја 1960-их па све до краја 1980-их година. Током каријере која је трајала више од 40 година објавила је преко 30 студијских албума и више од 600 песама, а почетком 1970-их чак седам пута у низу је проглашавана за најбољу певачицу Израела (1971−1977. године). 
Иланит је у два наврата представљала Израел на Песми Евровизије, прво у Луксембургу 1973. где је са песмом Ey Sham заузела високо четврто место (био је то уједно и дебитантски наступ Израела на том такмичењу), а потом и у Лондону 1977. са песмом Ahava Hi Shir Lishnayim. 

## Биографија
Хана је рођена у Тел Авиву 1947. у породици јеврејских избеглица из Пољске који су преживели Холокауст током Другог светског рата. Њени родитељи су 1952. када је Хана имала тек 5 година емигрирали у Бразил где су остали наредних осам година. Током боравка у Бразилу Хана се бавила латино плесом, а музиком почиње да се бави након повратка у родну земљу. Прву музичку награду добила је на такмичењу младих талената 1962, где је упознала певача Шлому Цаха, који ће јој касније постати и супруг, са којим је започела музичку каријеру као чланица, прво трија „Гиди, Цах и Хана”, а потом и дуета „Илан и Иланит”. Први албум дуета истоименог назива објављен током 1966. наишао је на добре реакције домаће публике.
Прву самосталну песму Кvar acharei chatzot (хебр. כבר אחרי חצות; у преводу После поноћи) објавила је 1968. и песма је заједно са синглом Let's go crazy sands објављена на сингл албуму дуета Илан & Иланит.
Године 1969. наступила је самостално на Фестивалу музике и песама са песмом Ѕhir b'arbaah batim која је у наредном периоду постала велики хит на локалној музичкој сцени. Након тог фестивала Иланит постаје једном од најпопуларнијих и најтраженијих израелских певачица тог времена, а у периоду 1971−77. проглашавана је за најбољу певачицу Израела у избору радио станице „Глас Израела”. У наредне три године Иланит је освојила неколико награда на разним домаћим и међународним фестивалима, а први солистички албум под радним називом Иланит објавила је 1972. године. 
Године 1973. Израелски јавни сервис ИБА је одабрао Иланит као свог представника на дебитантском наступу те земље на Песми Евровизије у Луксембургу, где је извела композицију Ey Sham (хебр. אי שם; у преводу Негде) ауторског двојца Хирш−Манор. Иланит је своју песму извела као последња, седамнаеста, током финалне вечери Евросонга у Луксембургу одржане 7. априла. Гласовима стручног жирија из осталих земаља учесница, песма Ey Sham је са укупно 97 бодова освојила високо 4. место, а Израел је постао најуспешнији дебитант у дотадашњој историји тог такмичења (задржавши тај статус наредних 20 година). Свој други наступ на том такмичењу имала је четири године касније, на Евросонгу 1977. у Лондону са песмом Ahava Hi Shir Lishnayim (хебр. אהבה היא שיר לשניים; у преводу Љубав је песма за двоје) где је заузела тек 11. место. Занимљиво је да је Иланит била одабрана да представља Израел и трећи пут на Евросонгу пошто је у Луксембургу 1984. требало да изведе песму под називом Balalaika, али је Израел накнадно одустао од такмичења јер се датум финалне вечери поклапао са националним празником Дан сећања. Песма је ипак објављена исте године и постала је велики хит у Израелу.
Између осталих, наступила је и на свечаном отварању Песме Евровизије 2019. у Тел Авиву где је извела део своје прве евровизијске песме Ey Sham.